# Ярославская провинция
Ярославская провинция — одна из провинций Российской империи. Центр — город Ярославль.

## История
Ярославская провинция была образована в составе Санкт-Петербургской губернии по указу Петра I от 29 апреля 1719 года «Об устройстве губерний и об определении в оныя правителей». В состав провинции были включены города Ярославль и Кинешма. По ревизии 1710 года в провинции насчитывалось 36,3 тыс. крестьянских дворов.
29 апреля 1727 года Ярославская провинция была передана в состав Московской губернии.
3 августа 1777 года по указу Екатерины II было создано Ярославское наместничество и территориально соответствующая ему Ярославская губерния, разделённые на 12 уездов с новыми границами. Ярославская провинция вошла в состав Ярославского наместничества, за исключением города Кинешмы с уездом, двух частей Ярославского уезда (одна с населением 3700 человек передана в состав Костромского наместничества, другая с населением 2000 человек — в состав Весьегонского уезда Тверского наместничества) и части Пошехонского уезда (передана в состав Новгородского наместничества, население — 6500 человек).

## Административное деление
- Кинешемский уезд
- Пошехонский уезд
- Романовский уезд
- Ярославский уезд